# Різдвяна зірка

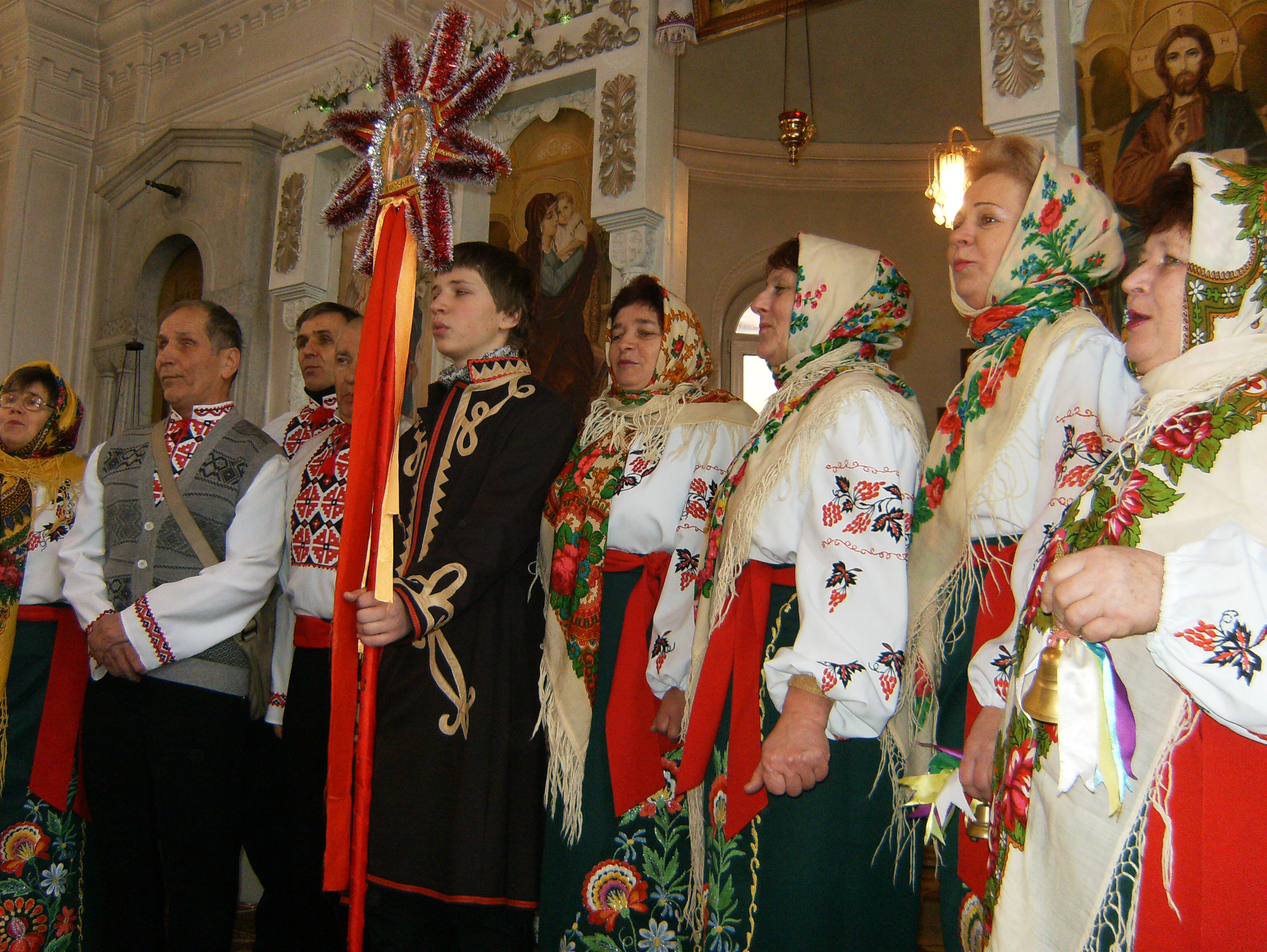
Колядники із «зіркою»

Різдвяна зі́рка або Зві́зда — традиційний атрибут різдвяного обряду колядування. На Бойківщині та Гуцульщині «зірку» називали також вертепом.
Різдвяна зірка — атрибут пов'язаний з народженням Ісуса Христа, адже чудесне народження провістила саме «Вифлеємська зірка». Подібні вироби поширені в інших християнських культурах як різдвяні прикраси, наприклад, Гернгутська зірка.

## Виготовлення
Як правило, атрибут виготовлявся із звичайного решета, до якого прилагоджували «роги» (8, 9, 10, 12 чи 16) та обклеювали різнокольоровим наолі́єним папером (просоченим олією), прикрашали фольгою, стрічками й китицями («кутасами»). До бокових стінок могли бути прикріплені картинки на релігійні сюжети. Всередину зірки вставляли свічку, утворюючи ліхтар. Інколи Зірка могла обертатися навколо своєї осі. Якщо корпус обертався навколо свічки, то обклеєна різнокольоровим папером зірка відповідно по-різному світилася.
Мистецтво виготовлення й оздоблення різдвяних звізд називається звіздарством. Людину, що носила Зірку називали звіздарем.

## Символізм

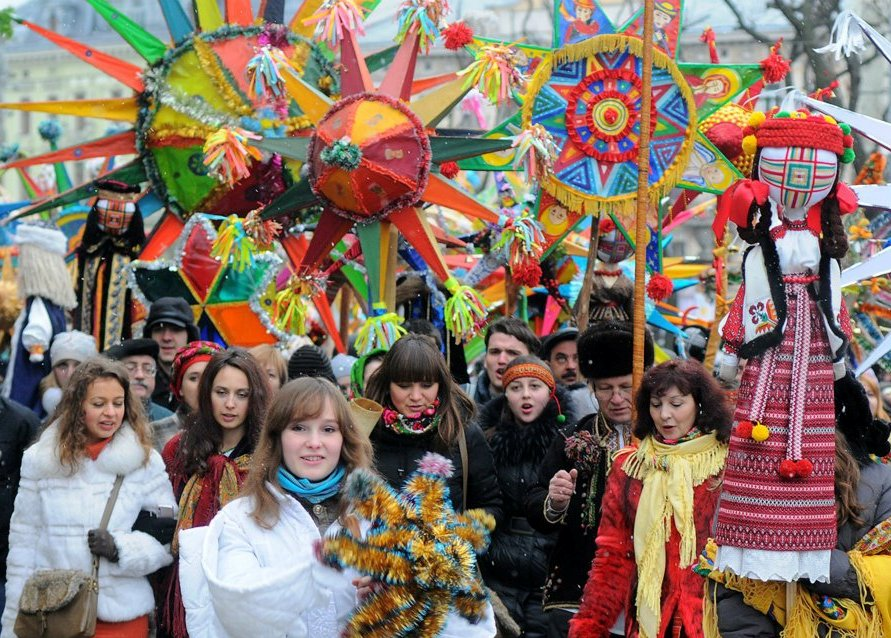
Парад колядників із зірками у Львові

У міфологічних віруваннях українців, зоря символізувала дівчину-красуню, дружину, або доньку Місяця, господаря неба.
Народне повір'я стверджує, що зорі — це душі людей, і сила їхнього сяйва залежить від праведності людини. Згідно з народно-християнським переконанням, кожна зірка є свічкою, яку запалює Бог із народженням людини.
Християнський символізм конкретно зірки, що слугує атрибутом колядування, полягає в зображенні Вифлеємської зірки, що вказала на місце народження Ісуса Христа.

## Обрядовість
Звізда є одним із символів народного обряду колядування, що відбувається на Різдво по Святій Вечері, або, в залежності від місцевості, на перший день Різдва Христового, після того, як у церкві скінчиться богослужіння. Обряд є особливим театралізованим дійством, під час якого люди ходили до один одного по хатах, з піснями та відтворенням побутових сценок поздоровляли господарів. Для цього виготовляли колядницькі обладунки: восьмипроменеву зірку, маски Кози, Ведмедика, та ін. Святкові ватаги залежно від регіону різнилися своїм кількісним складом і обрядовими персонажами.
Думки про час появи таких обрядів різняться. Дехто з дослідників припускає, що ходіння зі «звіздою» виникло за дохристиянських часів. Інші відносять його до XVIII ст., коли зі «звіздами» ходили звіздарі-студенти Києво-Могилянської академії; далі з міст традиція поширилася на села.

## Головна різдвяна Зірка

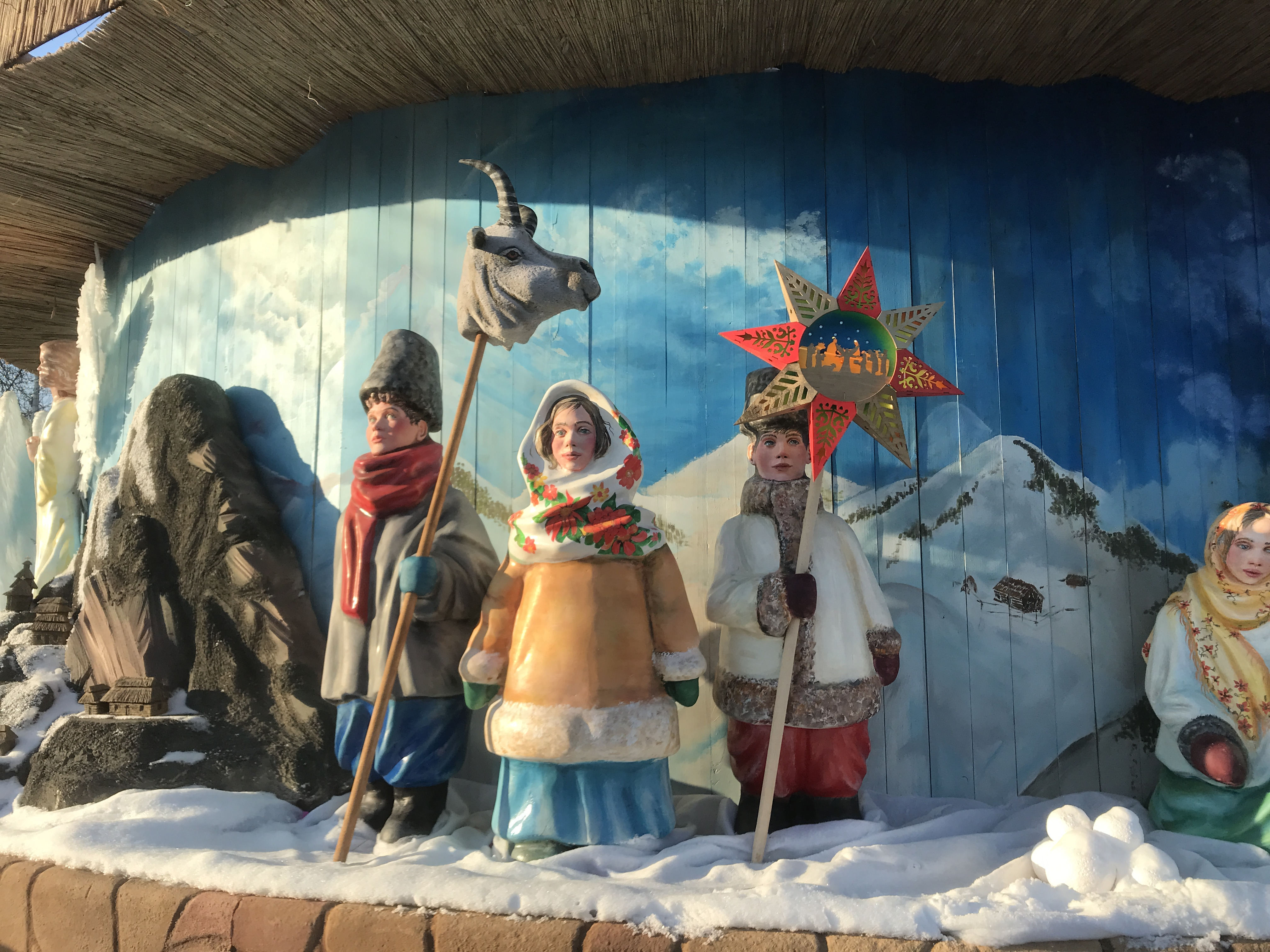
Різдвяна зірка на головній ялинці України 2021-22рр.

У 2021—2022 році головна ялинка України була прикрашена композицією «Колядники». Центральним образом композиції була зірка, яка самостійно оберталася. На променях зірки червоного і золотистого кольору були узори «Дерево життя» та «Ялинка».

## Символ різдвяної зірки у тексті
У стандарті Юнікод є кілька символів восьмипроменевої зірки:
- ✴ (U+2734)
- ✵ (U+2735)
- ✷ (U+2737)
- ✸ (U+2738)
- ❂ (U+2742)
- 🟎 (U+1F7CE)
- 🟏 (U+1F7CF)
- 🟐 (U+1F7D0)
- 🟑 (U+1F7D1)

У дописах у соціальних мережах в Інтернеті зазвичай для позначення різдвяної зірки чи згадок про Різдво використовують символи емодзі, які мають вигляд п'ятипроменевих зірок:
- 🌟 (U+1F31F)
- 🌠 (U+1F320)

Символи * (U+002A) та ✳️/✳️ (U+2733) для позначення різдвяної зірки майже не використовують, хоча символ * (U+002A) часто використовують у тексті ставлячи його попереду дати (року, дня та місця) народження особи, як символ народження нової зорі, з чим у свою чергу символічно пов'язана і Вифлеємська зірка.